# Liu Pao Ch'ün
Liu Baojun (劉保軍 (Pinyin) Liu Pao-ch'ün (Wade-Giles); Caozhou, 1892 – 1947) è stato un artista marziale cinese.
Secondo nome (Nome cinese di cortesia, non è chiaro se si tratti di uno Zi o di un hao) Liu Jinchen 刘尽臣.

## La vita
Nato nel 1892 nel villaggio Jiaozhuangcun (焦莊村) dell'area di Caozhou. Maestro di Meihuaquan, stile che avrebbe appreso da Kong Qingbiao. Dopo aver lavorato come scorta e guardia del corpo, dal 1925 insegna a Peixian dove muore nel 1947 probabilmente ucciso perché accusato di collaborazionismo con le truppe Giapponesi di occupazione.
Sul momento della morte del Maestro Liu Baojun abbiamo una conferma in un'intervista al figlio minore di Chang Dsu Yao, Chang Yu-shin. Nell'intervista si legge:
(Chang Yushin):  Ricordo sempre il suo rammarico nel cercare invano di incontrarlo, dal momento che i suoi sforzi rimasero inutili. In un periodo in cui gli invasori si erano ritirati e la giustizia cinese cercava i collaboratori con del nemico, senza guardare per il sottile, fu accusata ingiustamente la famiglia del maestro Liu Bao Chun. Mio padre che era un militare tornato dallo Shandon, riuscì a chiarire la vicenda, mostrando le prove dell’innocenza di quella famiglia , salvandola così da morte sicura, da quei processi sommari in cui si vedeva il nemico dappertutto. Del maestro Liu Bao Chun non si seppe mai più nulla..»
(Luigi Caforio,  Il capostipite )

## Eventi significativi
Nel 1925, in Ottobre, Liu Baojun partecipa ad una competizione a Nanchino, dove viene premiato con un paio di doppie sciabole (shuangdao).
Nel 1937, a Peixian, partecipa ad una competizione in cui ottiene come premio uno stendardo con un dardo dorato.
Il Maestro Liu è stato allievo diretto di Yang Chengfu evidenza di ciò è il libro Taijiquan shiyongfa di Yang Chengfu stesso, dove nell'elenco dei suoi discepoli appare il secondo nome di Liu Baojun.

## Liu ed il Meihuaquan
Egli apparteneva al Ramo della famiglia Bai del Meihuaquan (Baijiazhi Meihuaquan) appreso da Kong Qingbiao, ed era quindicesima generazione. Col suo trasferimento a Peixian vi diffonde questo ramo dello stile, che però viene qui chiamato, in suo onore, Liupai Meihuaquan (Pugilato del Fiore di Prugno della Scuola di Liu). Inizialmente egli insegnò assieme a Li Zhengting, che apparteneva al Luodi Meihuaquan, poi la scuola si separò.
Tra i suoi allievi a Peixian si ricordano Chang Dsu Yao, Fang Dunyi (方敦義), Fang Dunle (方敦樂), Zhao Houfu (趙後福), ecc..